# Ophiothrix merguiensis
Ophiothrix merguiensis är en ormstjärneart som beskrevs av Duncan 1887. Ophiothrix merguiensis ingår i släktet Ophiothrix och familjen Ophiothrichidae. Inga underarter finns listade i Catalogue of Life.